# 한마 유지로
한마 유지로(範馬勇次郎)는 파이터 바키의 주인공 한마 바키의 아빠이며 지상 최고의 사나이로 불린다. 등장인물이다. 한국판명은 류진호. 성우는 김관철.